# Melodije morja in sonca 2000
23. festival Melodije morja in sonca je potekal 3 dni v Portorožu. Razdeljen je bil na štiri kategorije:
- osrednji pop večer, ki je dal glavnega zmagovalca festivala,
- nova scena (neuveljavljeni in manj uveljavljeni izvajalci nad 17 let),
- otroški MMS (otroci, stari do 12 let) in
- najstniški MMS (13–17 let).

Zmagovalec Melodij morja in sonca 2000 je bil Slavko Ivančić s pesmijo Črta.

## Pop
Osrednji pop večer je potekal v soboto, 22. julija, v Avditoriju Portorož. Povezovala sta ga Mario Galunič in Lorella Flego. Kot gostje so nastopili Warm (Velika Britanija), Linnea (Severna Irska), Menace (ZDA), zmagovalci Melodij morja in sonca 1999 Panda ter plesni skupini Flirt in Latino.
| #   | Izvajalec                       | Naslov pesmi                 | Avtor glasbe     | Avtor besedila                         | Avtor aranžmaja                |
| --- | ------------------------------- | ---------------------------- | ---------------- | -------------------------------------- | ------------------------------ |
| 1.  | Vili Resnik                     | Daj                          | Željko           | Željko                                 | Tihi                           |
| 2.  | Number One                      | Bugie-laži                   | Roland Makovec   | Roland Makovec                         | Number One                     |
| 3.  | Faraoni                         | Prihrani besede              | Ferdinand Maraž  | Damjana Kenda Hussu                    | Martin Štibernik               |
| 4.  | Alenka Vidrih & Vojislav Djuran | Nikoli več sama              | V. Hadžiavdić    | Alenka Vidrih                          | Jadran Ogrin                   |
| 5.  | Željko                          | Veronika                     | Željko           | Željko                                 | Tihi                           |
| 6.  | Miha Merlak                     | Ranjeno srce                 | Aleš Klinar      | Miha Merlak                            | Aleš Klinar, Aleš Čadež        |
| 7.  | Irena Vrčkovnik & Happy Band    | Takšna sem                   | Irena Vrčkovnik  | Irena Vrčkovnik                        | Irena Vrčkovnik, Happy Band    |
| 8.  | Merissa & Freeway               | Fenomenalen dan              | Željko           | Željko                                 | Tihi                           |
| 9.  | Slavko Ivančić                  | Črta                         | Danilo Kocjančič | Drago Mislej                           | Marino Legovič                 |
| 10. | Mambo Kings                     | Mala Marina                  | Goran Vasiljević | Aleš Bartol                            | Jadran Ogrin                   |
| 11. | Majda Arh                       | Zaljubljena                  | Majda Arh        | Majda Arh                              | Bor Zuljan                     |
| 12. | Nuša Derenda                    | Ne kliči me                  | Matjaž Vlašič    | Urša Vlašič                            | Matjaž Vlašič, Boštjan Grabnar |
| 13. | Matjaž Jelen                    | Odkar si šla                 | Marino Legovič   | Damjana Kenda Hussu                    | Marino Legovič                 |
| 14. | Tercet Katrinas                 | Kot pravljica                | Katarina Habe    | Katarina Habe                          | Tomaž Habe                     |
| 15. | Gianni Rijavec                  | Cuore rubato (Ukradeno srce) | Gianni Rijavec   | M. Colleoni, Gianni Rijavec, M. Santin | I. Peternelj                   |
| 16. | Kalamari                        | Nisem kriv                   | Franci Čelhar    | Franci Čelhar                          | Matjaž Švagelj, M. Čelhar      |
| 17. | Pele                            | Ne znam                      | D. Walland Pele  | D. Walland Pele                        | D. Walland Pele                |
| 18. | Remi Band                       | Vse, kar si želim, je tu     | Matjaž Vlašič    | R. Lesjak                              | Bor Zuljan                     |
| 19. | Nataša                          | Zvezde                       | Željko           | Željko                                 | Tihi                           |
| 20. | Lidija                          | Zdaj, ko si moj              | Tomaž Stradovnik | Janez Hvale                            | Tomaž Stradovnik               |
| 21. | Aurora                          | Rekla je                     | Martin Štibernik | Karmen Stavec                          | Martin Štibernik               |
| 22. | Marijan Novina                  | Zate                         | Marijan Novina   | Marijan Novina                         | Tomislav Jovanović             |
| 23. | Sanja Mlinar                    | Poletje se le s tabo začne   | Bor Zuljan       | Marjan Kukovec                         | Bor Zuljan                     |
| 24. | Jasmina Cafnik                  | Noč pod zvezdami neba        | Dušan Erbus      | Janez Hvale                            | Dušan Erbus                    |

### Nagrajenci
Nagrade občinstva (o njih so odločali poslušalci 16 slovenskih radijskih postaj)
- 1. nagrada[1]: Črta (Kocjančič/Mislej) − Slavko Ivančič
- 2. nagrada: Ne kliči me (M. & U. Vlašič) – Nuša Derenda
- 3. nagrada: Daj (Željko) – Vili Resnik

Nagrade strokovne žirije
- za najboljšega debitanta: Merissa & Freeway
- za najboljšo izvedbo: Marco Pertoldi (Number One)
- za najboljšo priredbo: Martin Štibernik za pesem Prihrani besede (Faraoni)
- za najboljše besedilo[2]: Drago Mislej - Mef za pesem Črta (Slavko Ivančič)

## Nova scena
Zmagovalci nove scene, ki je potekala v četrtek, 20. julija, v portoroškem Klubu Tivoli pod voditeljsko taktirko Vesne Malnar, so bili Polona & Nova pot s pesmijo Obrni se. Kot gostje so nastopili plesna skupina All Exclusive.
| #   | Izvajalec          | Naslov pesmi                 | Avtor glasbe             | Avtor besedila                                       | Avtor aranžmaja             |
| --- | ------------------ | ---------------------------- | ------------------------ | ---------------------------------------------------- | --------------------------- |
| 1.  | Polona & Nova pot  | Obrni se                     | Danilo Kocjančič         | Drago Mislej - Mef                                   | Danilo Kocjančič            |
| 2.  | Andraž Hribar      | Spet me rabiš                | Andraž Hribar            | Andraž Hribar                                        | Andraž Hribar               |
| 3.  | Samson             | Šla sva v nebesa             | J. A. Bright             | J. A. Bright                                         | J. A. Bright                |
| 4.  | Desert Fox         | Ko valovi zašumijo           | Bojan Macele, Sergej Čas | Sergej Čas                                           | Bojan Macele, Sergej Čas    |
| 5.  | Urška              | Stara dobra pravljica        | Željko                   | Željko                                               | Tihi                        |
| 6.  | Alex Delfin        | Na njivi Batotovi            | Alex Delfin              | I. Peterle Lauf, M. Muženič, Alex Delfin, M. Erzetič | Alex Delfin, Lean Klemenc   |
| 7.  | Bye the Way        | Nemir v meni                 | Simon Baraga             | Aleksandra Konstantin                                | Dragan Konstantin           |
| 8.  | Zugnari - cunjarji | Padre                        | I. Cerno                 | I. Cerno                                             | I. Cerno                    |
| 9.  | Aleksander Novak   | Prekratka                    | Aleksander Novak         | Aleksander Novak                                     | Easy                        |
| 10. | Snowhite           | Ne reci mi ja, ne reci mi ne | Vasilij Sušanj           | D. Osivnik                                           | Vasilij Sušanj, D. Osivnik  |
| 11. | Simon Golob        | Zadnja ulica                 | Simon Golob              | Simon Golob                                          | Simon Golob                 |
| 12. | Nives              | Ko se zdani                  | Miha Stabej              | Miha Stabej                                          | Miha Stabej                 |
| 13. | Vito Mlinarič      | Osvajalec                    | Vito Mlinarič            | Vito Mlinarič                                        | Tomislav Valenko, B. Šeruga |
| 14. | Drago Potočnik     | Jaz pa grem                  | Drago Potočnik           | Drago Potočnik                                       | Danilo Ženko                |
| 15. | Venera             | Spomni se                    | Tomaž Stradovnik         | Darja Pristovnik                                     | Tomaž Stradovnik, M. Lesjak |
| 16. | Aleksandra Čermelj | Pleši                        | Željko                   | Željko                                               | Tihi                        |

## Otroški in najstniški MMS
Otroški in najstniški MMS je potekal v sredo, 19. julija, v portoroški diskoteki Tivoli. Vodila ga je Lorella Flego. Zmagovalci najstniškega MMS-a so bili 4-ever & Pinocchio s pesmijo V sanjah te obudim, zmagovalka otroškega MMS-a pa Jasna Kneipp s pesmijo Dragi prijatelji.
| #   | Izvajalec           | Naslov pesmi             | Avtor glasbe       | Avtor besedila      | Avtor aranžmaja            |
| --- | ------------------- | ------------------------ | ------------------ | ------------------- | -------------------------- |
| 1.  | Domžalčki           | Majhen strahec           | M. Juvan           | D. Kenda            | M. Juvan                   |
| 2.  | Eva Mittendorfer    | Svet na dlani            | D. Šandrič         | S. Mehora           | D. Šandrič                 |
| 3.  | Jasna Kneipp        | Dragi prijatelji         | Aljoša Saksida     | Aljoša Saksida      | Aljoša Saksida             |
| 4.  | Anka Simončič       | Sonči                    | B. Simončič        | K. Golja Simončič   | B. Simončič                |
| 5.  | Domžalčki           | Izgubljena duda          | M. Juvan           | D. Kenda            | M. Juvan                   |
| 6.  | Ana Janičijevič     | Če bi jaz čarat znala    | Aleš Lavrič        | Mojka Mehora Lavrič | Aleš Lavrič                |
| 7.  | Sara Kobold         | Moj zaliv                | B. A. Kolerič      | D. Pristovnik       | B. A. Kolerič              |
| 8.  | Katja Klemenc       | V poletni noči           | M. Hvala           | D. Janc             | M. Hvala                   |
| 9.  | Saša Surla          | Morske deklice           | Aleš Lavrič        | Mojka Mehora Lavrič | Aleš Lavrič                |
| 10. | Katja Koren         | Pomladna simpatija       | Edvin Fliser       | B. Kolarič          | Aljaž Šimek                |
| 11. | Maja Požar          | Čevlji s petami          | M. Hvala           | D. Janc             | M. Hvala                   |
| 12. | Sandra Muhič        | Veter s severa           | Tomislav Jovanović | Tomislav Jovanović  | Tomislav Jovanović         |
| 13. | Štefica Stipančevič | Nasmeh                   | Marino Legovič     | Z. Kjurman          | Marino Legovič             |
| 14. | Nika Mlakar         | Kuža Roki                | M. Mlakar          | T. Slokar           | M. Mlakar                  |
| 15. | Kvartet Pupe        | Besedni direndaj         | Damjana Golavšek   | Zvezdana Majhen     | Karel Novak - Čarli        |
| 16. | Anina Trobec        | S tabo je poletje        | Aleš Klinar        | Anja Rupel          | Aleš Klinar, Aleš Čadež    |
| 17. | Sanja Podgorelec    | Če bi bila hči bogatašev | Slavc L. Kovačič   | Slavc L. Kovačič    | Danilo Ženko               |
| 18. | Monika Mavrič       | Kot sladko vino          | M. Pangos          | J. Hvale            | M. Pangos                  |
| 19. | Blanka Keršič       | Odkrivam svet            | Edvin Fliser       | M. Ozvatič Žveplan  | Danilo Ženko, Edvin Fliser |
| 20. | Saša Firm           | Morje, povej             | Damjana Golavšek   | Damjana Golavšek    | Karel Novak                |
| 21. | Sanja Cerjak        | Petek je                 | Matija Oražem      | U. Ferlin           | M. Oražem                  |
| 22. | Sanja Rabrenovič    | Ti si moj heroj          | B. Maselj          | B. Maselj           | B. Maselj                  |
| 23. | Alja Omladič        | Balzam za mlade          | Oto Pestner        | Marjan Petan        | Tomaž Kozlevčar            |
| 24. | U3NEK               | Pomlad v parku           | Matjaž Ugovšek     | U. Buh              | Matjaž Ugovšek             |
| 25. | 4-ever & Pinocchio  | V sanjah te obudim       | Tomaž Kozlevčar    | B. Hering           | Tomaž Kozlevčar            |
| 26. | Monika Pučelj       | Adio                     | Danilo Kocjančič   | Drago Mislej        | Marino Legovič             |